# Блиц-багги
Блиц-багги — концепт автомобиля, созданный Дэвидом Стирлингом, в качестве временного транспорта для военнослужащих в Особой Воздушной Службе (англ — Special Air Service, SAS).

## История
Во время операции «Крестоносец», которая проводилась в 1941 году,  Дэвид Стирлинг задумался о колесном транспорте для своих «набегов» на немецкие штабы и склады.В пустыне были только верблюды. Стирлингу же был необходим транспорт, на котором можно было ездить небольшими группами по четыре человека и совершать внезапные атаки на лагеря и штабы противника. Однажды, в ремонтной мастерской ему на глаза попался военный штабной универсал Ford C11ADF, который был сразу же реквизирован Дэвидом. После небольшого тест-драйва, он заключил, что этот автомобиль прекрасно подходит для его планов, но ему требуются небольшие доработки.

## Конструкция

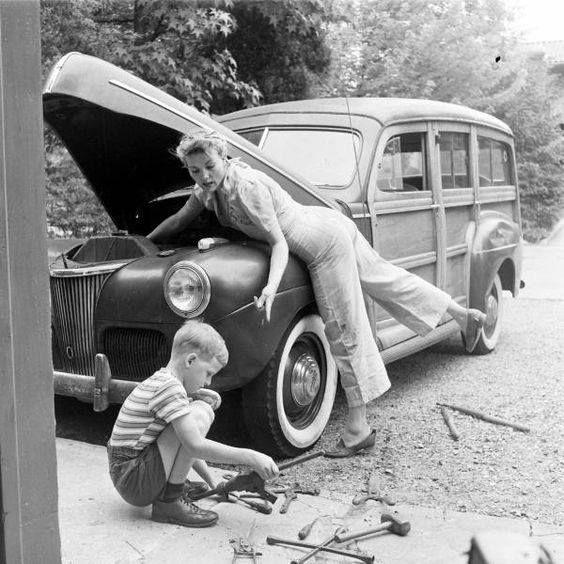
вариант Ford C11ADF

Блиц-багги представлял собой модифицированный вариант Ford C11ADF, штабного универсала с деревянным корпусом. Чтобы сделать из него багги, с него спилили крышу и убрали все стекла. На капот автомобиля установили прожектор и солнечный компас. На корпус автомобиля установили держатели для канистр, на крышке багажника установили держатели для профилей для бездорожья. На переднем бампере установили расширительный бачок для охлаждающей жидкости. В задней части автомобиля установили внутренний топливный бак. Кроме того, на автомобиль установили крепления для пулемета Vickers K от биплана Gloster Gladiator, что позволяло ввести огонь прямо из автомобиля.
Задумывалось, что блиц-багги будет маскироваться под немецкую штабную машину, для этого на капоте наносили немецкие опознавательные знаки, чтобы Люфтваффе и итальянские самолеты не подстрелили его.

## Боевая история
В мае 1942 года автомобиль, уже под характерным названием «Блиц-багги», вторгся в тыл врага, проникнув в удерживаемый противником городской порт Бенгази. На тот момент экипаж автомобиля состоял из самого Стирлинга и нескольких солдат SAS, а также сына Уинстона Черчилля Рэндольфа Уильяма Спенсера Черчилля и оперативного агента под прикрытием Фицроя Маклина. Из амуниции у них была надувная резиновая лодка и взрывчатка.
План Стирлинга состоял в установке в гавани взрывчатки при помощи резиновой лодки. По дороге в Бенгази у автомобиля погнулась подвеска (у автомобиля были слабые рулевые тяги, которые и погнулись). Из-за этого при езде от автомобиля доносились жуткие, громкие скрежетания, но это оказалось не проблемой для бравых солдат. Команда миновала КПП у города, выдавая себя за немецких штабных офицеров. Въехав в него, они спрятались в заброшенном здании. Неожиданно для всех начали звучать сирены, вызванные воздушным налетом Королевских ВВС. Переждав сирену, экипаж блиц-багги продолжили реализацию своего плана, но безуспешно — резиновая лодка отказывалась надуваться.
После неудачи им пришлось тайком выходить из гавани, но они привлекли внимание нескольких итальянских часовых, которые начали преследовать их. В этот момент Маклин, сыграл роль разгневанного немецкого офицера, грубо ругая охранников за их небрежную работу. Поскольку, он и его коллеги, офицеры, могли быть тайными агентами и заложить взрывчатку прямо в их тылу. Их отпустили. Они вернулись к автомобилю и начали уезжать к своему штабу. На каждом КПП их останавливали из-за неисправной подвески и на каждом им приходилось изображать разгневанных немецких офицеров.
Во время своей второй вылазки блиц-багги подорвалось на мине, потеряв колесо. Стирлинг не растерялся и на себе отбуксировал его обратно в штаб целых 400 миль. Помимо ремонта колеса, автомобиль был еще немного модернизирован — он получил стойки креплений для пулеметов Vickers K. Пулемет был достаточно скорострельным, потому что он использовался как на самолетах, так и в качестве зенитного вооружения. К сожалению, это было последняя модернизация блиц-багги.
В ночь на 8 июля 1942 года Стирлинг и его команда атаковали вражеский аэродром в Багуше. Подкравшись пешком, они заминировали около сорока итальянских самолетов CR.42, но из-за неисправности взрывчатки взорванными оказались половина.Тогда Стирлинг на своем багги вместе с Jeep'ом, разъезжая взад и вперед по рядам припаркованных самолетов, обстреляли оставшиеся самолеты из пулеметов. Данный «налет» стал стандартом и основой для последующих рейдов специальных служб, но последним для данного автомобиля. Когда команда мчалась на базу, итальянский самолет CR.42 выследил их и обстрелял. В итоге, блиц-багги был подожжён и взорван. Стирлинг и экипаж багги выжили.

## Последствия
Не смотря на то, что сам блиц-багги был уничтожен, была унаследована идея подобных ему автомобилей. В мае 1942 года в Северную Африку, где происходили большинство событий, доставили партию армейских внедорожных автомобилей Jeep. Они также подверглись полевым модификациям. Jeep был меньше, поэтому крепежи для канистр монтировались на капоте автомобиля, на задних посадочных местах и на пороге. Также вываривалось большинство зубьев решетки радиатора для лучшего охлаждения. Также, данный Jeep унаследовал от блиц-багги расширительный бочок для охлаждающей жидкости, но он был немного доведен до ума. Из верхней части радиатора, переливная труба которого была заглушена, резиновая трубка вела к бочку, наполовину заполненную водой. Когда вода в радиаторе закипала, пар конденсировался в этом сосуде, а когда она прекращала кипеть, вакуум в радиаторе всасывал воду обратно и снова заполнял ее. Кроме того, автомобили лишался каркаса крыши, самого тента для крыши и лобового стекла. Через бардачок устанавливался крепеж для крупнокалиберного пулемета M2. Также, он мог устанавливаться на пороге сос стороны водителя. Кроме того, за водительским и пассажирским сидением устанавливался крепеж для спарки из двух пулеметов Vickers K. В операции «Арчуэй», в которых тоже участвовали Особые Воздушные Службы, использовалась особая их модификация. Вместо крепления канистр на задних посадочных местах устанавливали дополнительные топливные баки, на капот — прожектор, а пулеметы оснащали защитными щитками.